# Veríssimo Correia Seabra
Veríssimo Correia Seabra född 16 februari 1947 i Bissau, död 6 oktober 2004, var ledare för den militärjunta som styrde i Guinea-Bissau från 14 september till 28 september 2003.